# Joséphine Charlotte von Belgien

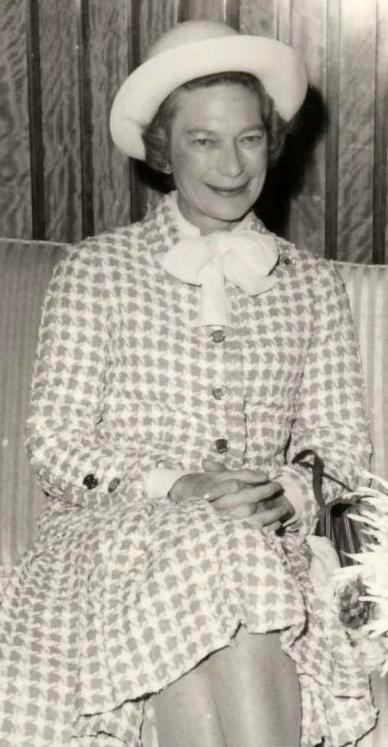
Josephine Charlotte von Belgien (1976)

Joséphine Charlotte von Belgien (eigentlich Joséphine-Charlotte Stéphanie Ingeborg Elisabeth Marie-José Marguerite Astrid; * 11. Oktober 1927 im Königlichen Palast in Brüssel; † 10. Januar 2005 auf Schloss Fischbach in Luxemburg) war eine Prinzessin von Belgien aus dem Haus Sachsen-Coburg und Gotha, durch Heirat Großherzogin von Luxemburg, Herzogin von Nassau, sowie die Mutter des Luxemburger Großherzogs Henri. Sie war die Schwester der beiden belgischen Monarchen Baudouin und Albert II.

## Frühe Jahre

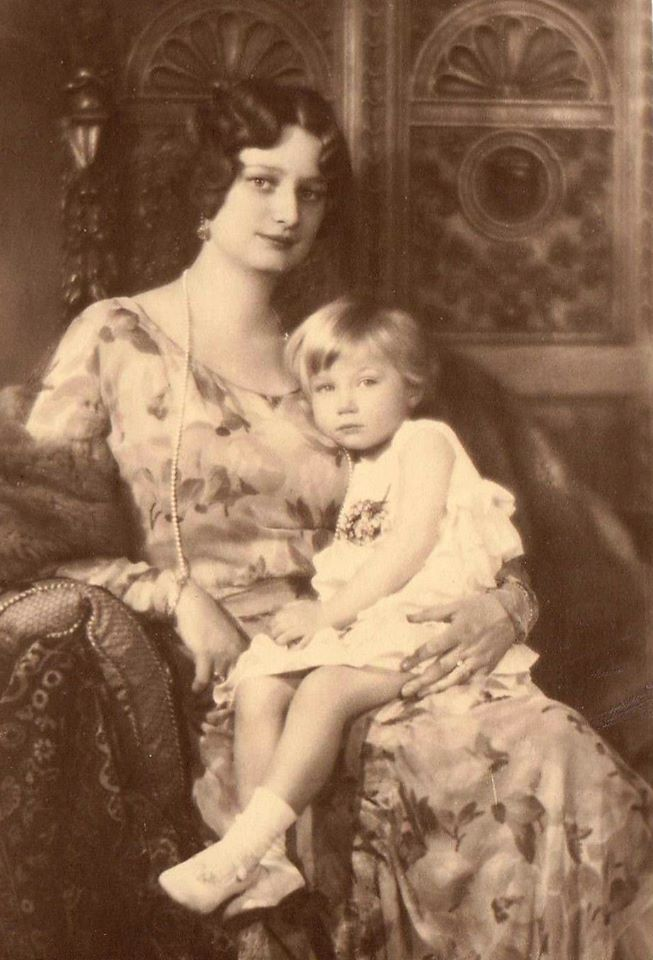
Joséphine Charlotte mit ihrer Mutter Astrid in den 1930er Jahren

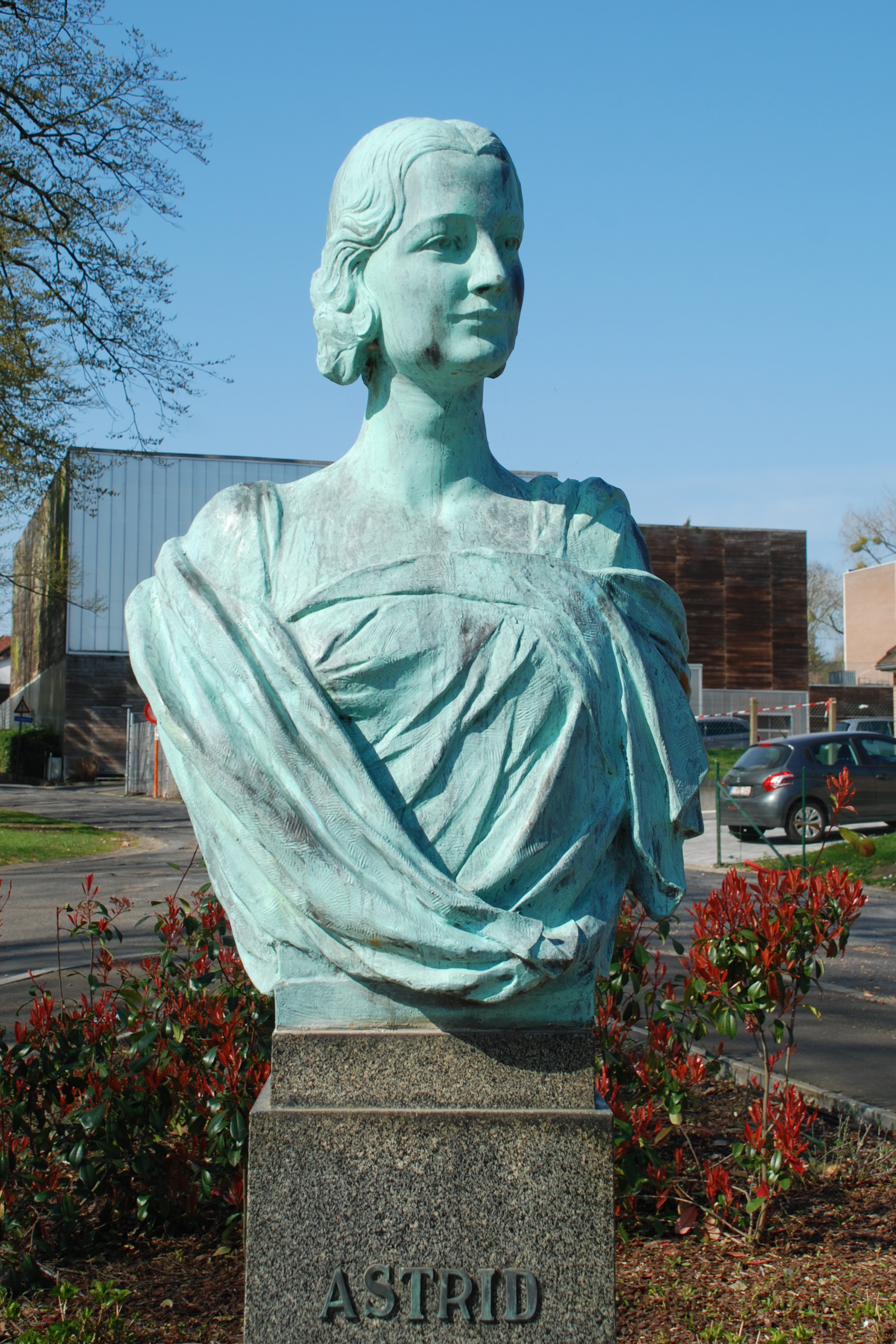
Königin Astrid, Mutter von Joséphine Charlotte (Büste in Court-Saint-Étienne)

Prinzessin Joséphine Charlotte war das erste Kind von Belgiens König Leopold III. und Prinzessin Astrid von Schweden. Sie wurde rund einen Monat nach ihrer Geburt getauft, ihre Paten waren ihr Onkel Prinz Charles, Graf von Flandern und ihre zukünftige Schwiegermutter, Großherzogin Charlotte von Luxemburg. Sie erhielt ihren Namen nach Joséphine de Beauharnais, einer Vorfahrin ihrer Mutter sowie nach Prinzessin Joséphine von Belgien, einer Schwester ihres Großvaters König Albert I.
Prinzessin Astrid galt als hingebungsvolle und fürsorgliche Mutter und so verlebte Joséphine Charlotte, im Familienkreis „little Jo“ gerufen, eine unbeschwerte Kindheit. Sie lebte bis zur Thronbesteigung ihres Vaters im Jahr 1934 auf Schloss Stuyvenberg. Im Königlichen Palast in Brüssel organisierte man eigens für die Prinzessin eine Schulklasse, die sie bis zum Ausbruch des Zweiten Weltkrieges besuchte.
Am 29. August 1935 verlor sie im Alter von sieben Jahren ihre Mutter, die bei einem Autounfall in der Schweiz ums Leben kam. Joséphine Charlotte versuchte ab diesem Zeitpunkt als Älteste die Mutterrolle für ihre beiden Brüder zu übernehmen. Nach dem Tod ihrer Mutter intensivierte sich auch die Beziehung zu ihrem Vater Leopold, zu dessen Stütze sie wurde. Ihre Großeltern mütterlicherseits, Prinz Carl von Schweden und seine Frau Ingeborg, übernahmen ab diesem Zeitpunkt einen Teil der Erziehung ihrer Enkel.
Im Jahr 1941 heiratete Leopold III. seine zweite Frau Mary Lilian Baels, aus der Ehe gingen Joséphine Charlottes Halbgeschwister Marie-Christine, Marie-Esmeralda und Alexandre, dessen Patin sie wurde, hervor. Das Verhältnis zu ihrer Stiefmutter galt als eng.

## Jugend und Ausbildung
1940 besuchte sie zunächst ein Internat und erhielt ab 1942 Privatunterricht. Am 7. Juni 1944, dem Tag nach der alliierten Landung in der Normandie, wurden Prinzessin Joséphine Charlotte und ihr Vater, König Leopold, nach Deutschland deportiert und unter Hausarrest gestellt. Nach der Befreiung am 7. Mai 1945 zog die königliche Familie nach Pregny, in der Nähe von Genf, wo die Prinzessin ihr Studium an der École Supérieure de Jeunes Filles fortsetzte. Sie nahm Kurse in Kinderpsychologie bei Jean Piaget an der Universität Genf.
1949 war es ihr erlaubt, nach Belgien zurückzukehren, wo sie sich für die Wiederherstellung des Rufs ihres Vaters und seine Rückkehr auf den Thron einsetzte. Sie widmete sich besonders sozialen Problemen und den Künsten, neben ihren offiziellen Aufgaben als Repräsentantin des Königshauses. 1951 dankte Leopold III. zugunsten von Joséphine Charlottes nächstjüngeren Bruder Baudouin ab. Nach seinem Ableben 1993 folgte ihm der jüngere Bruder Albert.

## Heirat
Im Oktober 1952 verlobte sich Prinzessin Joséphine Charlotte mit Erbgroßherzog Jean, dem ältesten Sohn der Großherzogin Charlotte von Luxemburg und Prinz Felix von Bourbon-Parma. Die Verbindung wurde maßgeblich von Großherzogin Charlotte und Joséphine Charlottes Großmutter Elisabeth geschaffen, galt aber als sehr glücklich. Die zivile Trauung erfolgte am 9. April 1953 im Großherzoglichen Palast, die religiöse in der Kathedrale von Luxemburg. Nach der Hochzeit und einer ausgedehnten Reise durch Afrika ließ sich das Paar auf Schloss Betzdorf nieder, wo auch die fünf gemeinsamen Kinder aufwuchsen:
- Marie-Astrid (* 1954) ⚭ 1982 Carl-Christian von Habsburg-Lothringen (* 1954)
- Henri (* 1955), Großherzog von Luxemburg, ⚭ 1981 Maria Teresa Mestre (* 1956)
- Jean (* 1957) ⚭ 1. (1987–2004) Hélène Vestur (* 1958), 2. (2009) Diane de Guerre (* 1962)
- Margaretha (* 1957) ⚭ 1982 Prinz Nikolaus von und zu Liechtenstein (* 1947)
- Guillaume (* 1963) ⚭ 1994 Sibilla Weiller (* 1968)

## Wirken als Großherzogin

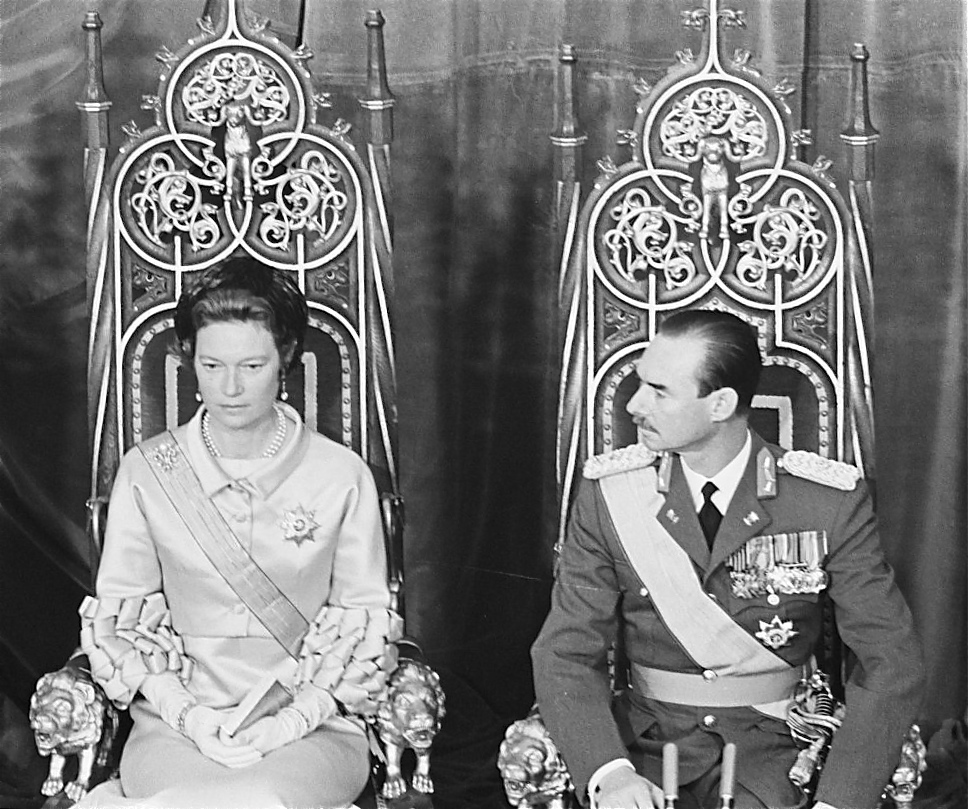
Großherzogin Joséphine Charlotte und Großherzog Jean am Tag der Inthronisation (1964)

Am 12. November 1964 dankte Großherzogin Charlotte ab, sodass Jean und Joséphine Charlotte Großherzog und Großherzogin von Luxemburg wurden. Sie siedelten von Schloss Betzdorf nach Schloss Berg über, der traditionellen Hauptresidenz der Großherzöge.
Als geborene belgische Prinzessin brachte Joséphine Charlotte eine Fülle von Eleganz, Geschmack und Raffinesse mit in ihr Amt. Neben der Erziehung ihrer fünf Kinder zeigte sie besonderes Interesse für die Kultur, Kinderbetreuung, Familien- und Gesundheitspolitik und war Schirmherrin mehrerer karitativer und philanthropischer Organisationen. Von 1969 bis zu ihrem Tod im Jahr 2005 war sie Vorsitzende des Luxemburgischen Roten Kreuzes sowie dessen Jugendabteilung. Sie wurde Ehrenpräsidentin des Philharmonischen Orchesters von Luxemburg und beaufsichtigte die fünf Jahre andauernde Restaurierung des Großherzoglichen Palastes von 1991 bis 1996. Zu ihren Interessen zählten auch Gartenarbeit und Gartenbau. In ihrer Freizeit betrieb die Großherzogin vor allem Winter- und Wassersportarten und Betätigungen in der Natur wie das Jagen und Angeln.

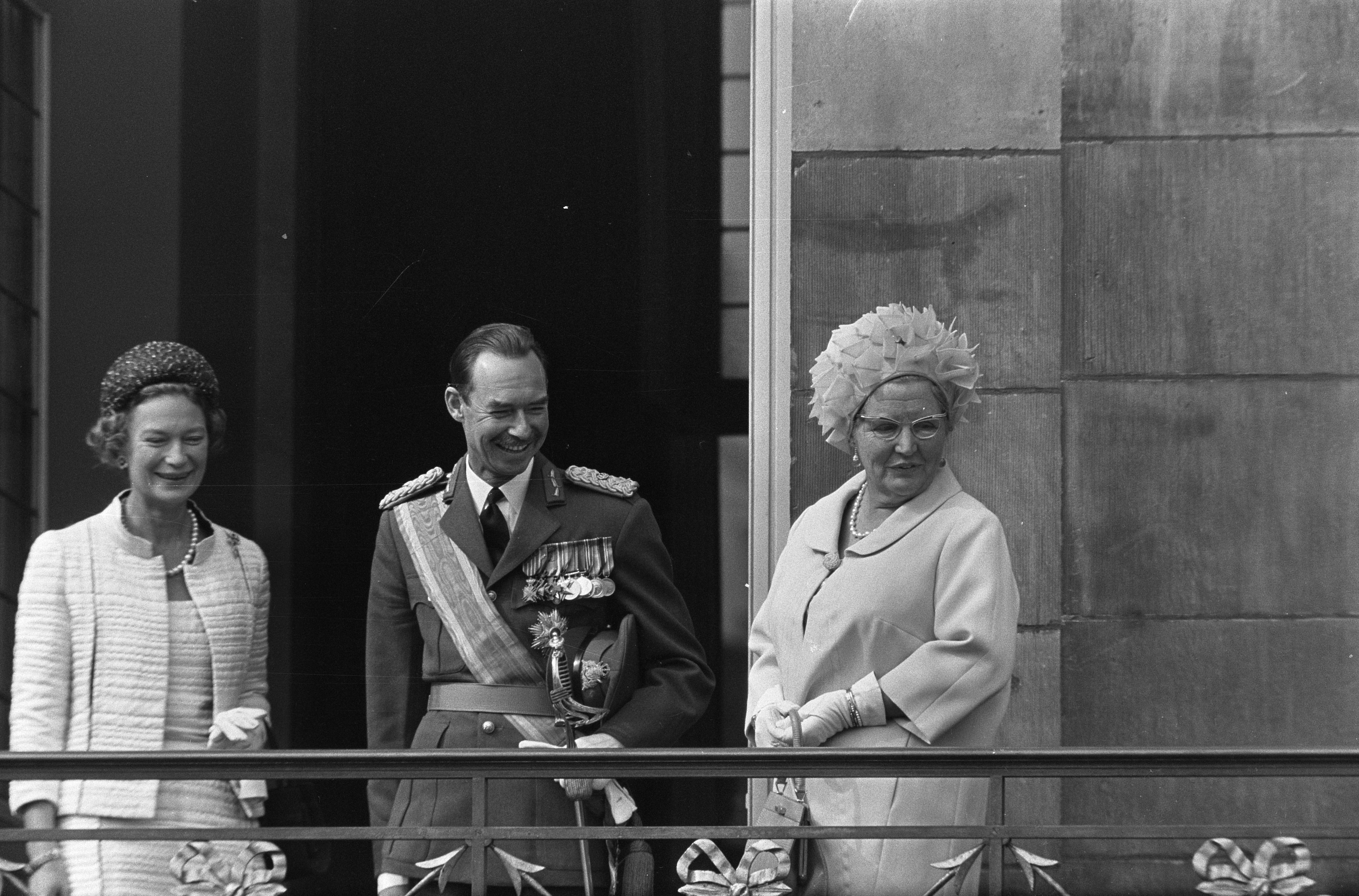
Staatsbesuch von Königin Juliana der Niederlande (1967)

Am 7. Oktober 2000 dankte Jean für seinen ältesten Sohn Henri ab. Er und Joséphine Charlotte bezogen das Schloss Fischbach im Zentrum Luxemburgs. 2003 wurde berichtet, dass bei Joséphine-Charlotte Krebs diagnostiziert worden sei, die geplanten Feierlichkeiten zum 50. Hochzeitstag des Paares wurden abgesagt. Sie starb am 10. Januar 2005 im Alter von 77 Jahren an einem Krebsleiden im Kreise ihrer Familie auf Schloss Fischbach. Die Beerdigung fand unter großer Anteilnahme des europäischen Hochadels statt. Ihre letzte Ruhestätte befindet sich entsprechend ihren Wünschen in der Krypta der Kathedrale von Luxemburg. Großherzog Jean starb 2019 im Alter von 98 Jahren.